# Jaeger (bier)
Jaeger is een bier van het type pils. 
Jaeger werd aanvankelijk gebrouwen door brouwerij De Vriendenkring in Arcen. Nadat de pilsproductie in deze brouwerij werd gestaakt werd Jaeger gebrouwen door de Oranjeboom brouwerij te Breda volgens het recept van Skol, een pils dat onder die naam in Nederland als A-merk geen succes was. Skol werd hierna onder een groot aantal merknamen als B-merk op de markt gebracht en werd hiermee een zogenaamd etiketbier. Andere merken waren onder meer Brouwers, Heraut, Hobbs, Huifkar en Schutters. In alle gevallen werd niet de werkelijke brouwerij op het etiket vermeld; zo was het etiket van Jaeger voorzien van de tekst "Gebrouwen door de Wertha Brouwerij Breda". Een dergelijke brouwerij heeft echter nooit bestaan; de echte Wertha Brouwerij stond in Weert en werd door Oranjeboom in 1969 gesloten.
Omtrent eind 2005 is Jaeger voorzien van een nieuw etiket, en bevat het een lager percentage alcohol: geen 5,0% maar 4,8%. Op het krat staat nu ook geen Jaeger meer, maar de meer algemene aanduiding "Bier". Jaeger wordt als huismerk voor supermarkt C1000 gebrouwen in Lieshout, door de Bavaria brouwerij. Het wordt vanuit Maarssen gedistribueerd.
Jaeger is verkrijgbaar in een krat (met daarin 24 pijpjes) of een halve liter blik en ook in vaten van 50 liter.
Jaeger is ongeveer vanaf 1 juni 2009 veranderd van naam en heet sindsdien Baron Pils.